# Elias Boudinot
Pour les articles homonymes, voir Elias Boudinot (homonymie) et Boudinot.
Elias Boudinot (2 mai 1740 - 24 octobre 1821) était membre du Congrès continental, puis du Congrès de la Confédération en tant que délégué du New Jersey.  Il en a assuré la présidence en 1782 et 1783. Il fut nommé par le président George Washington au poste de directeur de la Monnaie des États-Unis de 1795 à 1805.

## Jeunesse
Elias Boudinot est né à Philadelphie le 2 mai 1740. Son père, Elias Boudinot III, était un marchand et orfèvre, ami de Benjamin Franklin. Sa mère, Mary Catherine Williams, d'origine galloise, est née dans les Antilles britanniques. L'arrière grand-père paternel, Jean Boudinot est originaire de Marans en Aunis et appartenait à une famille huguenote réfugiée à New York vers 1687 pour échapper aux persécutions religieuses du roi Louis XIV.
Elias Boudinot se rend à Princeton dans le New Jersey où il apprend le droit auprès de Richard Stockton qui avait épousé la sœur aînée d'Elias, Annis Boudinot, poétesse célèbre. 

## Mariage et famille
Après s'être inscrit au barreau, Boudinot épouse Hannah Stockton (1736-1808), la sœur cadette de Richard. Ils ont eu deux enfants, Maria décédée à l'âge de deux ans, et Susan. Susan a épousé William Bradford, procureur général de Pennsylvanie. Après la mort de son mari en 1795, Susan revient vivre vivre chez ses parents. La jeune veuve a édité les papiers de son père à présent détenus par l’Université de Princeton. Ils fournissent un aperçu significatif des événements de l’ère révolutionnaire.
En 1805, Elias, Hannah et Susan s'installèrent dans une nouvelle maison à Burlington, dans le New Jersey. Hannah est décédée quelques années après leur déménagement.

## Carrière politique
À l'approche de la révolution, Boudinot fut élu à l'assemblée provinciale du New Jersey en 1775. Au début de la guerre d'indépendance, il participe activement à la promotion de l'enrôlement. Le 5 mai 1777, le général George Washington le nomme commissaire général des prisonniers avec le grade de colonel de l'armée continentale.
En novembre 1777, la législature du New Jersey désigne Boudinot comme l'un de leurs délégués au Second Congrès continental. Ses fonctions de commissaire l'empêchant d'assister au sessions, il démissionne en mai 1778. 
En 1781, il revient au Congrès pour un mandat allant jusqu'à 1783. En novembre 1782, il est élu président du Congrès continental pour un mandat d'un an. La présidence était une position essentiellement honorifique sans réelle autorité, mais la fonction consiste à signer les documents officiels. À ce titre, il signe le 15 avril 1783, les articles préliminaires de la paix, préambule du traité de Paris. Il assure aussi le poste des secrétaire des affaires étrangères du Congrès de juin 1783 à décembre 1784.
En 1789, Boudinot est élu à la Chambre des représentants des États-Unis pour le New Jersey. Il est réélu pour le deuxième et troisième Congrès. En 1794, il refuse de remplir un autre mandat. En octobre 1795, le président George Washington le nomme directeur de la Monnaie des États-Unis, poste qu'il occupe dans les administrations suivantes jusqu'à sa retraite en 1805.
En plus d'avoir occupé des fonctions politiques, Elias a soutenu de nombreuses causes civiques, religieuses et éducatives au cours de sa vie. Presbytérien dévoué, il a soutenu les missions et le travail missionnaire. Il est le premier président de l'American Bible Society, fondée en 1816. Il a plaidé en faveur des droits des citoyens amérindiens et noirs. Il a parrainé des étudiants amérindiens du Connecticut. L'un d'entre eux, Gallegina Uwatie, également connu sous le nom de Buck Watie, a été hébergé chez lui à Burlington pendant sa scolarité. Gallegina a demandé et obtenu l'autorisation d'adopter le nom de son bienfaiteur et sera connu plus tard sous le nom d'Elias Boudinot.

## Source
- (en) Cet article est partiellement ou en totalité issu de l’article de Wikipédia en anglais intitulé « Elias Boudinot » (voir la liste des auteurs).

- Ressource relative aux beaux-arts :   - Biographisches Lexikon der Münzmeister, Wardeine, Stempelschneider und Medailleure
- Ressource relative à la vie publique :   - Biographical Directory of the United States Congress
- Notices dans des dictionnaires ou encyclopédies généralistes :   - American National Biography
  - Britannica
  - Deutsche Biographie
- Notices d'autorité :   - VIAF
  - ISNI
  - LCCN
  - GND
  - Pays-Bas
  - Israël
  - WorldCat